# The Castle of Perseverance

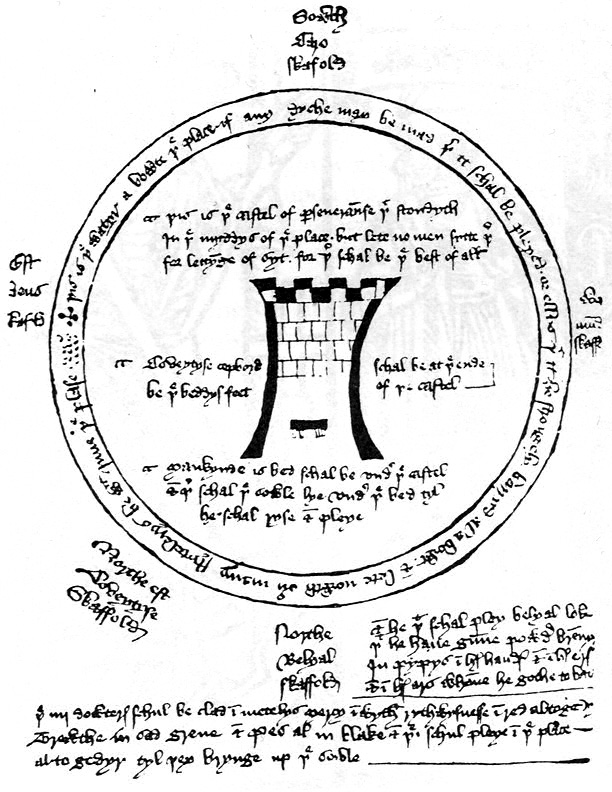
Tekening van het speelvlak, met aanwijzingen

The Castle of Perseverance (De burcht der volharding) is een 15e-eeuwse Middelengelse moraliteit. Het dateert uit ca. 1440 en is daarmee het oudste complete in de volkstaal geschreven en bewaard gebleven toneelstuk in dit genre. Het telt 3649 regels en is, zoals veel middeleeuwse literatuur, van een anonieme schrijver. Het uit de 14e eeuw daterende Pride of Life is weliswaar ouder, maar slechts in fragmenten bewaard gebleven.
Samen met twee andere handschriften, Mankind en Wisdom, maakt The Castle of Perseverance deel uit van het manuscript dat bekendstaat onder de aanduiding 'Macro Text', naar de eigenaar Cox Macro, een 18e-eeuwse antiekverzamelaar. Het bevindt zich momenteel in de Folger Shakespeare Library, een onderzoeksbibliotheek in Washington, D.C.. Samen met Everyman (een vertaling van het Nederlandse stuk Elckerlijc) behoort het tot de bekendste moraliteiten (morality plays) in de Engelse taal.
Het stuk wijkt in zijn algemene thematiek niet af van de andere stukken in het genre, het leren van een morele les met behulp van personificaties van abstracte ideeën en het weergeven van de strijd tussen goed en kwaad om de ziel van de mens.
Wat dit stuk mede bijzonder maakt is het feit dat er een tekening is bijgevoegd van het speelvlak, met enkele regieaanwijzingen (zie afbeelding). Hierop staat het kasteel uit de titel aangegeven, met onderin een bed, waar de hoofdpersoon (Humanum Genus ofwel Mankind = de Mens) geboren wordt en sterft. De bovenkant van de kaart wijst naar het zuiden. De cirkelvormige lijnen verbeelden een sloot of andere afzetting, waar het publiek buiten moest blijven. Een externe link onderaan dit artikel verwijst naar een pagina waar de teksten op de tekening nader worden verklaard en een andere mogelijke interpretatie van het speelvlak wordt gegeven. Mogelijk is dat het publiek niet geheel rondom dit speelvlak zat, maar slechts aan een of meerdere zijden ervan. Anders dan de mysteriespelen en mirakelspelen uit de Middelengelse literatuur werd dit stuk waarschijnlijk opgevoerd door een rondreizend gezelschap van professionele acteurs.
The Castle of Perseverance bestrijkt, net als Everyman, het hele leven van de hoofdpersoon, van geboorte tot dood, de verleidingen en strijd waaraan hij komt bloot te staan, en zijn uiteindelijke behoud. 
Al aan het begin negeert hij de raad van zijn Goede Engel. Diens tegenhanger brengt hem ertoe Wereld te dienen. Diens trawanten, Lust en Dwaasheid, kleden hem in dure kleren en leiden hem naar de plaats van Begeerte, waar hij onder invloed komt van de Zeven Hoofdzonden.
Biecht en Penitentie weten hem echter tot inkeer te brengen en leiden hem naar het Kasteel van Volharding, waar hij tegen de zonde beschermd zal worden door de Zeven deugden. Zijn vijanden, Wereld, Vlees en de Duivel, vallen het kasteel aan, maar zij worden teruggeslagen. Begeerte probeert de Mens te verleiden door hem grote rijkdom aan te bieden, wat hem weer aan het twijfelen brengt. Dan wordt hij plotseling geraakt door een pijl van de Dood. Hij bidt tot God om de redding van zijn ziel. De vier Dochters van God bespreken zijn lot, waarna God genade schenkt. 
Het stuk eindigt met een toepasselijk memento mori: 

Thus end our games!  

To save you from sinning,  

Forever from the beginning  

Think on your last ending! 

Te Deum laudamus!